# Barbora Seemanová
Barbora Seemanová (* 1. dubna 2000 Praha) je česká plavkyně, specialistka na volný způsob. Mistryně Evropy z roku 2021 na trati 200m volný způsobem, když zaplavala čas 1:56,27. Dvojnásobná vítězka letních olympijských her mládeže z roku 2018, juniorská mistryně Evropy z roku 2017, účastnice Letních olympijských her 2016 a finalistka Letních olympijských her 2020.

## Kariéra
Je členkou klubu SK Motorlet Praha, kde ji trénuje Petra Škábová (rok 2021), vystudovala Českoslovanskou akademii obchodní v Praze.
Na Evropských hrách 2015 v Baku se dostala do finále v závodě na 100 m volný způsob (4. místo) a na 200 m volný způsob (8. místo). Na mistrovství světa juniorů 2015 v Singapuru obsadila 15. místo v závodě na 100 metrů. Na mistrovství Evropy juniorů 2016 v Hódmezővásárhely získala dvě stříbrné medaile v závodech na 100 m a 200 m.
Českým rekordem na kraulařské dvoustovce 1:58,14 splnila nominační limit na Letní olympijské hry 2016 v Rio de Janeiro, kde byla v šestnácti letech nejmladší členkou české výpravy. V závodě na 200 metrů tam skončila 31. časem 2:00,26 v rozplavbách, byla také členkou polohové štafety na 4×100, která ale byla v rozplavbě diskvalifikována.
Na mistrovství Evropy juniorů 2017 v Netanje získala kompletní sbírku medailí, mistryní se stala na trati 50 m volný způsob v novém českém seniorském rekordu 25,06 s. Od tohoto mistrovství je také držitelkou českých rekordů na tratích od 50 do 200 m volný způsob.
Na III. letních olympijských hrách mládeže v argentinském Buenos Aires získala tři medaile. Z toho byly dvě zlaté a jedna bronzová. Byla nejúspěšnější sportovkyní české výpravy. V prvním startu na trati 100 m volným způsobem vyhrála zlato v novém českém rekordu 54,19 s. Ve druhém startu brala bronz na trati 200 m volný způsob v čase 1:58,25. Druhou zlatou medaili získala v posledním startu na 50 m volným způsobem s velkým náskokem v čase 25,14, kdy na ni druhá závodnice z Japonska ztratila 25 setin.
Na mistrovství světa na dlouhém bazéně 2024 dohmátla čtvrtá v disciplíně 200 metrů volný způsob časem 1:56,13. Tímto výkonem předvedla nejlepší výsledek českých plavců od roku 2003.